# Alpentod – Ein Bergland-Krimi: Gemeinsame Ziele
Gemeinsame Ziele ist ein deutscher Fernsehfilm aus dem Jahr 2025 mit Veronica Ferres, Tim Oliver Schultz und Salka Weber, der unter der Regie von Samira Radsi nach einem Drehbuch von Stefan Rogal entstand. Dies ist der zweite Film der Reihe Alpentod – Ein Bergland-Krimi (Arbeitstitel Alpentod – Ein Bayern-Krimi).

## Handlung
In einem Wandergebiet hören zwei Wanderer Schüsse, die beiden informieren die Polizei. Kommissar Jonas Becker und die forensische Archäologin Dr. Marie Sonnleitner von der Universität Salzburg entdecken daraufhin Blutspuren, die zur Leiche eines jungen Mannes führen. Der Schütze hatte ihn vermutlich von einem Bergvorsprung in einen See geworfen, um die Spuren zu verwischen. Kommissarin Birgit Reincke hat sich zur Rückkehr in den aktiven Polizeidienst entschlossen. An ihrem ersten Arbeitstag erscheint sie nicht zur Arbeit, weil sie sich Sorgen um ihre Nachbarin Patrizia Bartels macht. Auf der Suche nach Bartels wird Reincke von einem maskierten Einbrecher überfallen. Nachdem Reincke wieder zu Bewusstsein kommt, steht Patrizia vor ihr.
Ärztin Dr. Katrin Heuser sorgt sich um ihren Sohn Vincent, der nicht nach Hause gekommen war. Es stellt sich heraus, dass es sich bei dem Mordopfer um ihren Sohn handelt. Vinzent war bei Patrizia Bartels wegen seiner Schmerzmittelabhängigkeit in psychotherapeutischer Behandlung. Außerdem hatte sie mit ihm eine regelwidrige Affäre begonnen. Nach dem Eintreffen von Kommissar Becker bei Bartels ergreift diese die Flucht, Hauptkommissar Felix Simon hält das für ein Schuldgeständnis. Reincke dagegen ist von der Unschuld von Bartels überzeugt und glaubt, dass der Mörder von Vincent auch hinter Patrizia her ist. Möglicherweise könnte Patrizia den Mörder identifizieren.
Obwohl sich Hauptkommissar Simon gegen die Mitarbeit von Dr. Sonnleitner ausspricht, stellt diese ihre Expertise für den Fall zur Verfügung. Denn Dr. Sonnleitner muss gegenüber Dr. Aurika Dumitru und den Sponsoren die Notwendigkeit ihrer Arbeit und ihres Instituts rechtfertigen, damit dieses weiter finanziert wird. Sonja und Dennis Gehrke geben Dr. Heuser die Schuld an dem Tod ihrer Teenager-Tochter Lisa, weil die Ärztin Lisa ein Medikament verwehrt haben soll. Möglicherweise wollten sich die beiden rächen und Dr. Heuser spüren lassen, wie sich der Verlust des eigenen Kindes anfühlt.
Quirin Hofanger ist ein Studienfreund von Vincent Hauser und betreibt gemeinsam mit seinem Bruder Benedikt einen Milchhof, Benedikt ist außerdem Vorsitzender in einem Jagdverein. Laut Benedikt soll sich Sonja Gehrke vor wenigen Tagen ein Jagdgewehr in dem Verein ausgeliehen haben. Bald darauf wird Dr. Heuser durch einen Schuss am Oberarm verletzt. Bartels erzählt Reincke, dass sie die Beziehung mit Vincent beenden wollte, obwohl sie Angst hatte, dass er wieder rückfällig wird. Während dieses Gespräches mit Vincent fielen die tödlichen Schüsse auf ihn. Laut Dr. Sonnleitner handelte es sich beim Jagdgewehr um die Tatwaffe. Quirin Hofanger behauptet, die Waffe an Sonja Gehrke für ein angebliches Wettschießen ausgeliehen zu haben. Laut den Gehrkes war Vincent allerdings auf deren Seite, er wollte das in Deutschland nicht zugelassene Mittel für Lisa besorgen, das ihr Dr. Heuser verweigert hatte. 
Dr. Sonnleitner findet am Gewehr Rückstände von Milch. Am Milchhof finden die Ermittler im Schrank von Quirin Hofanger Packungen mit dem Medikament. Nachdem Vincent realisiert hatte, dass das von Quirin gehandelte Medikament völlig wirkungslos war, wollte Vincenct den Schwindel auffliegen lassen. Patrizia Bartels gibt an, dass sie Vincent überzeugen wollte, nicht zur Polizei zu gehen, während Quirin auf Vincent geschossen hatte. Patrizia wird schließlich von der Polizei festgenommen. Reincke wird suspendiert, weil sie Bartels nicht sofort ausgeliefert hatte. Dr. Sonnleitner erhält von den Sponsoren die gewünschten Forschungsgelder.

## Produktion und Hintergrund
Die Dreharbeiten fanden gemeinsam mit der ersten Folge Alte Wunden an 42 Drehtagen vom 27. August bis zum 29. Oktober 2024 in Bayern und im Land Salzburg statt. Gedreht wurde unter anderem in Hallein.
Produziert wurde der Film von der Warner Bros. ITVP Deutschland, als Produzenten fungierten Melissa Graj, Bernd von Fehrn und Mark Werner. Die Serviceproduktion in Österreich übernahm die Salzburger Moonlake Entertainment (Serviceproduzenten Hannes M. Schalle und Brigitte Wettstein). Unterstützt wurde die Produktion von FISA+, Film in Austria (ABA) sowie der Filmförderung des Landes Salzburg.
Die Kamera führte Philipp Sichler, die Musik schrieb Therese Strasser, die Montage verantwortete Clare Dowling und das Casting Phillis Dayanir. Das Kostümbild gestalteten Alexander Beck und Michaela Rinker, das Szenenbild Michael Wiese, den Ton Martin Rohrmoser und Raphael Maier und die Maske Verena Blaichinger, Elke Lebender und Britta Karbach. Als Stunt Coordinator fungierte Joe Tödtling und als Green Consultant Monika Praefke.

## Veröffentlichung
Die Veröffentlichung auf RTL+ Premium erfolgte am 4. März 2025. Auf ServusTV wurde der Film am 8. März 2025 erstmals ausgestrahlt, auf RTL wurde der Film erstmals am 11. März 2025 im Rahmen der Reihe Tödlicher Dienstag gezeigt.

## Rezeption

### Kritiken
Tilmann P. Gangloff vergab auf tittelbach.tv 3,5 von 6 Sternen, auch im zweiten Film der Reihe halte sich die Spannung in Grenzen. Der Fall sei aber interessant und das Trio habe Potenzial. Die Inszenierung sei erneut sehr unauffällig. Es gebe einige hübsch ausgedachte Szenenwechsel und auch mal eine flotte Schnittsequenz, aber gerade die Reviermomente seien recht schematisch.
Oliver Armknecht bewertete den Film auf film-rezensionen.de mit fünf von zehn Punkten. Der zweite Teil sei etwas besser als der erste, da es manchmal spannender werde. Es gebe aber erneut Probleme bei dem Drehbuch, das es sich oft zu einfach mache und wenig überzeuge.
Elisa Eberle meinte auf prisma.de, dass der Film ähnlich wie im vorangegangenen Film eine über weite Strecken konventionelle, aber sehenswerte Kriminalgeschichte erzähle.

### Quote
Die Erstausstrahlung auf RTL am 11. März 2025 erreichte 2,79 Millionen Seher bei einem Marktanteil von 8,5 Prozent.